# Zygothrica parapoeyi
Zygothrica parapoeyi är en tvåvingeart som beskrevs av Burla 1956. Zygothrica parapoeyi ingår i släktet Zygothrica och familjen daggflugor. Inga underarter finns listade i Catalogue of Life.